# The Rival Sportsmen
The Rival Sportsmen è un cortometraggio muto del 1905 diretto da Lewin Fitzhamon.

## Trama
Un cacciatore che viene da fuori viene imbrogliato con un coniglio di pezza.

## Produzione
Il film fu prodotto dalla Hepworth.

## Distribuzione
Distribuito dalla Hepworth, il film - un cortometraggio della lunghezza di 45,7 metri - uscì nelle sale cinematografiche britanniche nell'aprile 1905. Non si hanno altre notizie del film che si ritiene perduto, forse distrutto nel 1924 quando il produttore Cecil M. Hepworth, ormai fallito, cercò di recuperare l'argento del nitrato fondendo le pellicole.